# Alejandro Nadur
Alejandro Miguel Nadur (11 de agosto de 1952) es un empresario dedicado a la venta de automóviles y dirigente del fútbol argentino, que desde 2011 hasta 2021 se desempeñó como presidente del Club Atlético Huracán.
Por otra parte, el 29 de marzo de 2017 fue elegido como tesorero de la Asociación del Fútbol Argentino.

## Presidencia de Huracán
El 3 de julio de 2011, fue vencedor en las presidenciales del club con 1973 votos con el 69,8% frente a Elina Zorzano, quien logró 678 votos con el 30,2% de los sufragios emitidos. Lo acompañaron en su gestión Luis Sasso y Claudio Pazos, entre otros. Para la votación estaban habilitados 6300 socios, que emitieron su voto en la sede social de Avenida Caseros 3159. Debido a la debilidad institucional del club, el anterior presidente, Carlos Babington, había solicitado el adelanto de las elecciones, tras las que se produjo su conflictiva salida. La candidatura de Nadur fue presentada por el Círculo Arriba Huracán. Su contrincante Elina Zorzano encabezaba la lista Unidad por Huracán, que se componía de la unión de cuatro agrupaciones.
El 23 de junio de 2014, fue reelecto presidente del club por un nuevo período hasta el año 2017, con 2103 votos con el 73,5% frente a Jorge Peña, que logró 299 votos con el 10,4%, Miguel Galante con 262 votos con el 9,1% y Guillermo Guariniello con 195 votos con el 6,8%.
En 2017 fue elegido por tercera vez presidente hasta 2020, superando a Gustavo Mendelovich y Jorge Anca. Con la asistencia de 3878 socios sobre un total de 7440 en condiciones de votar, la lista Blanca de la agrupación Círculo Arriba Huracán encabezada por Alejandro Nadur ganó por el 64% de los votantes en los comicios llevados a cabo en la sede social del club.
En 2020, se presentó nuevamente como candidato por la lista de MaxHuracán, acompañado por Manuela Moreno como vicepresidenta primera y Fernando Folchi como vicepresidente segundo. El 21 de febrero de 2021, perdió las elecciones con el Frente Unidos por Huracán, que propuso como candidato a presidente a David Garzón. 
En junio de 2021 se hizo efectiva la pena de seis meses de suspensión como asociado y directivo, por irregularidades en el pase de Wanchope Abila a Boca Juniors.
El 19 de octubre de 2021 la Comisión Directiva lo suspende nuevamente de manera preventiva y eleva una nueva denuncia al Tribunal de Honor por mal desempeño de Nadur en su mandato como presidente, por negociar a espaldas de la comisión directiva, diversos contratos con representantes de futbol en perjuicio del club.
El 20 de abril de 2022, el Tribunal de Honor del Club resolvió en el marco del sumario disciplinario, suspender al Sr. Nadur como asociado y directivo del club por el plazo de 4 años, por negociar a espaldas de la comisión directiva diversos contratos perjudiciales para el Club.
En 2023, la Asamblea de Representantes confirmó la sanción impuesta por el Tribunal de Honor por amplia mayoría.
Por Resolución 78/24 la Inspección General de Justicia confirmó todo lo actuado por el club y por ende la sanción de 4 años de suspensión que se le impusiera.
A fines de 2023 fundó la agrupación Siempre Primero Huracán con el objetivo de competir en las elecciones de 2024, a la cual no podía presentarse como candidato por estar suspendido como asociado.
Interpuso un recurso de amparo para poder votar y ser candidato en dichas elecciones, siendo que la Cámara de Apelaciones en lo Civil lo habilitó provisoriamente con el argumento que la sanción impuesta por el Club y avalada por la Inspección General de Justicia no estaba firme aún.
El 30 de mayo de 2024, la Cámara Civil confirmó todo lo actuado por el Club y la I.G.J.
El 2 de junio de 2024 se celebraron las elecciones en el Club Huracán compitiendo el Frente Unidos por Huracán con Abel Poza como candidato a Presidente impulsado por el Círculo Arriba Huracán contra la Agrupación Siempre Primero Huracán que llevó a Fernando Folchi como candidato a Presidente y Alejandro Nadur como vocal, aspirando a ser designado Tesorero y así manejar la caja del Club, cerrando la oferta electoral la lista de la Agrupación Max Huracán que postuló a Hector Hussein. En dicho acto eleccionario se impuso Abel Poza por el 68% de los votos -4278 votos- realizando la Agrupación de Nadur una pobrísima elección con tan solo 1407 votos, cerrando el conteo con una digna elección Hector Hussein con 624 sufragios. La relación costo de campaña vs. votos obtenidos refleja que los votos obtenidos por el candidato de Nadur fueron los votos más caros de la historia.
| Predecesor: Carlos Babington | Presidente del Club Atlético Huracán 2011-2021 | Sucesor: David Garzón |